# كأس إفريقيا لكرة القدم الشاطئية
بطولة أفريقيا لكرة القدم الشاطئية هي البطولة الرئيسية لكرة القدم الشاطئية في أفريقيا .البطولة الأولى كانت في جنوب أفريقيا سنة 2006، وفازت به المنتخب الكاميروني.
الفائز والوصيف يتأهلان إلى كأس العالم لكرة القدم الشاطئية.

## نتائج البطولة
| السنة       | البلد المُضيف          | النهائي   | النهائي                                    | النهائي    | مباراة المركز الثالث | مباراة المركز الثالث                       | مباراة المركز الثالث |
| السنة       | البلد المُضيف          | البطل     | النتيجة                                    | الوصيف     | المركز الثالث        | النتيجة                                    | المركز الرابع        |
| ----------- | --------------------- | --------- | ------------------------------------------ | ---------- | -------------------- | ------------------------------------------ | -------------------- |
| 2006 تفاصيل | ديربان,، جنوب أفريقيا | الكاميرون | 5 – 3                                      | نيجيريا    | مصر                  | 8 – 3                                      | ساحل العاج           |
| 2007 تفاصيل | ديربان، جنوب أفريقيا  | نيجيريا   | 6 – 5                                      | السنغال    | ساحل العاج           | 2 – 0                                      | جنوب إفريقيا         |
| 2008 تفاصيل | ديربان، جنوب أفريقيا  | السنغال   | 12 – 6                                     | الكاميرون  | ساحل العاج           | 6 – 3                                      | مصر                  |
| 2009 تفاصيل | ديربان، جنوب أفريقيا  | نيجيريا   | 7 – 4                                      | ساحل العاج | السنغال              | 6 – 4                                      | مصر                  |
| 2011 تفاصيل | الدار البيضاء، المغرب | السنغال   | 7 – 4                                      | نيجيريا    | مصر                  | 4 – 4 وقت إضافي (1 – 0) ركلات جزاء ترجيحية | مدغشقر               |
| 2013 تفاصيل | الجديدة، المغرب       | السنغال   | 4 – 1                                      | ساحل العاج | المغرب               | 7 – 2                                      | نيجيريا              |
| 2015 تفاصيل | روش كايمان، سيشل      | مدغشقر    | 1 – 1 وقت إضافي (2 – 1) ركلات جزاء ترجيحية | السنغال    | نيجيريا              | 9 – 1                                      | ساحل العاج           |
| 2016 تفاصيل | لاغوس، نيجيريا        | السنغال   | 8 – 4                                      | نيجيريا    | مصر                  | 4 – 1                                      | المغرب               |
| 2018 تفاصيل | شرم الشيخ، مصر        | السنغال   | 6 – 1                                      | نيجيريا    | مصر                  | 3 – 2                                      | المغرب               |
| 2021 تفاصيل | سالي، السنغال         | السنغال   | 4 – 1                                      | موزمبيق    | المغرب               | 5 – 3                                      | أوغندا               |
| 2022 تفاصيل | ڤيلانكولوس، موزمبيق   | السنغال   | 2 – 2 وقت إضافي (6 – 5) ركلات جزاء ترجيحية | مصر        | المغرب               | 6 – 4                                      | موزمبيق              |

## سجل الأبطال
| المنتخب      | البطل                                               | الوصيف                      | المركز الثالث                    | المركز الرابع        |
| ------------ | --------------------------------------------------- | --------------------------- | -------------------------------- | -------------------- |
| السنغال      | 8 (2008 ،2011 ،2013 ،2016 ،2018 ،*2021 ،2022 ،2024) | 2 (2007, 2015)              | 1 (2009)                         | -                    |
| نيجيريا      | 2 (2007, 2009)                                      | 4 (2006، 2011، 2016*، 2018) | 1 (2015)                         | 1 (2013)             |
| الكاميرون    | 1 (2006)                                            | 1 (2008)                    | -                                | -                    |
| مدغشقر       | 1 (2015)                                            | -                           | -                                | 1 (2011)             |
| ساحل العاج   | -                                                   | 2 (2009، 2013)              | 2 (2007، 2008)                   | 2 (2006، 2015)       |
| مصر          | -                                                   | 1 (2022)                    | 4 (2006، 2011، 2016، 2018*)      | 3 (2008، 2009، 2024) |
| موزمبيق      | -                                                   | 1 (2021)                    | -                                | 1 (2022*)            |
| المغرب       | -                                                   | -                           | 5 (2013، 2016، 2021، 2022، 2024) | 1 (2018)             |
| جنوب إفريقيا | -                                                   | -                           | -                                | 1 (2007*)            |
| أوغندا       | -                                                   | -                           | -                                | 1 (2021)             |

* = المُضيف

## روابط خارجية
- Confederation of African Football